# Child of the universe
Child of the universe is een lied dat John Lees schreef voor zijn eerste langspeelplaat die onder eigen naam zou worden uitgebracht: A major fancy.
Lees schreef in het lied over gewenste vrede en gelijkheid met in het achterhoofd The Troubles in Noord-Ierland, de Vietnamoorlog en Apartheid in Zuid-Afrika. In die begin jaren zeventig wilde de band Barclay James Harvest (BJH) een album opnemen, waarbij de vier leden hun eigen smaak meer naar voren konden halen in plaats van dat hun werk opging in dat van de groep. Lees was bezig met A major fancy en ook Les Holroyd en Woolly Wolstenholme hadden solo-aspiraties. Alles werd in de ijskast gezet nadat Harvest Records het contract na het uiteindelijke album Baby James Harvest opzegde. 
In januari 1974 sloot BJH zich aan bij Polydor en Lees gebruikte een herbewerking van Child of the universe tot de opener van hun eerste Polydoralbum Everyone is everybody else. Onder muziekproducent Rodger Baine kreeg het een zwaardere instrumentatie en werd het een track van 5:02. Opnamen daarvan vonden plaats in de Olympic Studios in Londen. Toen de Amerikaanse markt het nummer op single wilde uitbrengen, vonden band en producer het in die versie niet geschikt. Er werd op 5 januari 1975 een nieuwe opname gemaakt van 2:51, nu in de Polydorstudio in Londen. Ook daar waren ze niet tevreden over en er volgde een herhaling van zetten, nieuwe opnamen op 13 januari 1975 in de Advision Studios en 21 februari 1975 (idem, 3:36). Toen de single met B-kant Crazy city uitkwam (PD15104) bleek dat er toch gekozen was voor de opname van januari 1975.
Child of the universe zou uitgroeien tot een muzikale handtekening van de band.